# Baarland
Baarland es una localidad del de municipio de Borsele, en la provincia de Zelanda (Países Bajos), situada unos 21 km al este de Middelburg.
Hasta 1970 contaba con municipio propio.